# Programme d'aide chirurgicale Canada-Ukraine
 (mai 2024).
Le programme d'aide chirurgicale Canada Ukraine ou PACCU, en anglais : Canada Ukraine Surgical Aid Program ou CUSAP, est une mission composée de médecins canadiens et dirigée par le Dr Oleh Antonyshyn, chirurgien plasticien canadien d'origine ukrainienne. Lancé par la Fondation Canada–Ukraine en 2014 à la suite de la Révolution de la Dignité, le programme permet aux médecins bénévoles du PACCU de soigner gratuitement les patients, tandis que la Fondation Canada-Ukraine couvre les frais de fonctionnement,,.
Située à Kyiv de 2014 à 2022, la mission a effectué des déplacements à Lviv et Odessa. Avec le début de l'invasion à grande échelle en 2022, le programme d'assistance chirurgicale a été transféré à l'hôpital de Czeładz en Pologne,,.

## Histoire du programme
En avril 2014, après les fusillades de la place Maïdan, Ulana Suprun, médecin, activiste et philanthrope ukrainienne-américaine qui fut directrice des initiatives humanitaires pour le Congrès mondial ukrainien s’est adressée à la Fondation Canada-Ukraine afin d’apporter une assistance médicale aux Ukrainiens blessés lors de la Révolution de la dignité,,,.
En mars 2014, afin de dresser un état des lieux et évaluer les possibilités d'assistance médicale, la Fondation Canada-Ukraine a organisé le déplacement de plusieurs représentants de l'organisation ayant une spécialisation médicale, dont le Dr Oleh Antonyshyn, chirurgien plasticien au Sunnybrook Health Sciences Centre de Toronto, professeur au département de chirurgie plastique, reconstructive et esthétique de l'Université de Toronto, et membre actif de la diaspora ukrainienne du Canada,.
La délégation s’est rendue dans plusieurs hôpitaux à Kyiv, où étaient soignés des Ukrainiens grièvement blessés, ainsi que dans des hôpitaux à Donetsk. Selon le Dr Oleh Antonyshyn, il est rentré à Kyiv par le dernier avion ayant décollé de l'aéroport de Donetsk (l'aéroport est ensuite tombé aux mains de militants pro-russes),.
Après avoir visité pas moins de 20 hôpitaux en Ukraine, s'être familiarisé avec l'équipement local, et avoir rencontré des chirurgiens sur place pour discuter de leurs besoins les plus pressants, le Dr Oleh Antonyshyn et les dirigeants de la Fondation Canada-Ukraine ont mis sur pied les missions médicales Canada-Ukraine. Huit ans plus tard, ces missions ont été rebaptisées le «Programme d'aide chirurgicale Canada-Ukraine» (PACCU).
L'objectif de la mission est de fournir des soins chirurgicaux complets aux Ukrainiens touchés par la guerre. Ses principaux champs d’action sont de,, : 
1 – Fournir de soins pluridisciplinaires complets et de pointe en traumatologie et en reconstruction post-traumatique aux civils et au personnel militaire touchés par la guerre 
2 – Apporter un soutien aux professionnels de la santé ukrainiens en les formant à la reconstruction post-traumatique.
En novembre de la même année, à l'invitation du Dr Oleh Antonyshyn, 25 chirurgiens, anesthésistes et infirmières bénévoles venus du Canada se sont rendus en Ukraine dans le cadre d’une mission visant à soigner les patients blessés pendant la Révolution de la Dignité et ceux blessés à l'est de l'Ukraine,.
L'équipe médicale était constituée de membres issus de tout le Canada, venus notamment de Victoria, Vancouver, Edmonton, Winnipeg et Toronto. Plus de 60 patients en provenance de toute l'Ukraine et présentant des malformations post-traumatiques complexes ont fait l’objet de consultations. Au total, 37 opérations de chirurgie reconstructive ont été réalisées sur 30 patients,,.

## Activités
Entre 2014 et 2020, le Dr Oleh Antonyshyn et l'équipe d'aide chirurgicale ont effectué cinq missions. Au cours de chacune d’entre elles, ils ont traité une quarantaine de patients, et, à la cinquième mission, l'équipe médicale recevait 100 patients en consultation régulière,,.
De 2014 à 2020, la Mission canadienne des chirurgiens plasticiens était située à Kyiv et les médecins canadiens ont également effectué des interventions chirurgicales à Lviv et à Odesa. Au cours des années d’activité de la mission en Ukraine, la Fondation Canada-Ukraine a versé près de 2 millions de dollars canadiens aux hôpitaux ukrainiens,.
En 2016, le prix d'État «pour le mérite» du troisième degré a été décerné au Dr Oleh Antonyshyn par décret présidentiel.
En 2017, le Dr Oleh Antonyshyn a reçu le prix humanitaire M. Ochrymovych, également connu sous le nom de prix humanitaire Helping Hands, décerné par l'organisation Ukrainian Canadian Social Services Toronto (UCSST),,.

### Après l’invasion russe de l’Ukraine en 2022
À la suite du déclenchement de la guerre de grande envergure menée par la Russie en Ukraine, le programme d'aide chirurgicale Canada-Ukraine a été transféré en Pologne. Des salles d'opération ont été réservées dans l'hôpital de Czeładź, où des médecins bénévoles canadiens pratiquent la chirurgie orthopédique et plastique sur des militaires et des civils, grièvement blessés par des explosions de mines,. Les chirurgiens ukrainiens participent également aux soins postopératoires et au rétablissement des victimes,,,.
Selon le PACCU, depuis le début de la guerre, le nombre de blessures au visage, à la tête et au cou subies par les Ukrainiens a considérablement augmenté. La durée moyenne d'une intervention chirurgicale est de 7 à 15 heures. Certains patients ont besoin de plusieurs opérations pour retrouver leurs fonctions faciales et masticatoires.
Au cours des deux premières missions en 2022, 30 palettes de matériel médical ont été livrées à l'hôpital polonais. À l'hôpital polonais, le PACCU a établi un entrepôt provisoire pour y conserver tout le matériel chirurgical entre les missions.
En 2022, le Premier ministre polonais Mateusz Morawiecki s'est rendu à l'hôpital de Czeładź pour remercier les médecins canadiens qui y pratiquent des opérations sur les anciens combattants et sur les civils grièvement blessés,,.

### Volontaires
Au début de l'invasion à grande échelle, l'équipe du PACCU a reçu plus de 120 candidatures de médecins de diverses spécialités en provenance de toute l'Amérique du nord, souhaitant soigner des patients ukrainiens à titre bénévole. L'un des participants à la mission, Steve McCabe, a été le premier au monde avec son équipe à réaliser une greffe de bras. Le médecin participe aux missions du PACCU depuis 2014,,,.
Pour certaines reconstructions faciales, les chirurgiens plasticiens utilisent des os provenant d'autres parties du corps du patient, ou des implants artificiels imprimés en 3D,,.
Les opérations sont réalisées avec la participation de spécialistes médicaux de différents domaines, notamment des spécialistes en chirurgie maxillo-faciale et des neurochirurgiens, reflétant ainsi une approche thérapeutique pluridisciplinaire,,.
Selon la loi polonaise, il est interdit aux médecins étrangers de traiter des patients dans le pays sans avoir au préalable confirmé leurs qualifications. Le gouvernement polonais et le ministère polonais de la Santé ont simplifié cette procédure pour les médecins du PACCU et ont délivré une autorisation de trois semaines aux médecins canadiens pour qu'ils puissent traiter des patients,.

### Financement
Le 11 septembre 2014, la communauté ukrainienne-canadienne de Toronto avait organisé un événement caritatif, « Unite for Ukraine », afin de collecter des fonds pour la première mission de chirurgiens en Ukraine. L'événement était parrainé par l'homme d'affaires canadien Eugene Melnyk, propriétaire de l'équipe de hockey des Sénateurs d'Ottawa, en présence de l’ancien Premier ministre, Stephen Harper, de la star du hockey Wayne Gretzky et d'autres invités.
La soirée a permis de récolter plus de 200 000 dollars canadiens. Parmi les autres donateurs figuraient des représentants de la Fondation Canada-Ukraine, des entreprises canadiennes et d'autres institutions qui ont alloué 500 000 dollars canadiens aux deuxième et troisième missions,.
Les quatre dernières missions du PACCU ont été financées par les donateurs dans le cadre de l'Appel humanitaire pour l'Ukraine, créé en 2022 en tant qu'initiative conjointe du Congrès des Ukrainiens Canadiens (CUC) et de la Fondation Canada-Ukraine (FCU),.
Le programme d'aide chirurgicale Canada-Ukraine est également soutenu par le ministère de la Santé de l'Ukraine, le ministère de la Défense de l'Ukraine et le ministère de la Santé de la Pologne,,. En outre, en 2023, le Sunnybrook Health Sciences Centre, en collaboration avec la Fondation Canada-Ukraine, a lancé une initiative éducative pour les chirurgiens ukrainiens. Ce programme vise à améliorer les soins aux patients en Ukraine à travers une formation conjointe et un échange d'expériences. Lors de chaque mission, 15 à 20 médecins ukrainiens sont formés à la chirurgie craniofaciale,,,.